# Juan Gómez González
Juan Gómez González (n. 10 noiembrie 1954, Fuengirola, Andaluzia, Spania – d. 2 aprilie 1992, La Calzada de Oropesa, Castilia-La Mancha, Spania), aka Juanito, a fost un fotbalist internațional spaniol care juca pe postul de atacant.
El e cunoscut în special datorită evoluției sale la Real Madrid. Juanito a decedat într-un accident rutier la vârsta de doar 37 de ani.

## Goluri internaționale
| #  | Data               | Stadion                          | Oponent    | Scor | Rezultat | Competiția                         |
| -- | ------------------ | -------------------------------- | ---------- | ---- | -------- | ---------------------------------- |
| 1. | 27 martie 1977     | Rico Pérez, Alicante, Spania     | Ungaria    | 1–1  | 1–1      | Meci amical                        |
| 2. | 4 octombrie 1978   | Maksimir, Zagreb, Iugoslavia     | Iugoslavia | 0–1  | 1–2      | Preliminariile Euro 1980           |
| 3. | 24 septembrie 1980 | Nepstadion, Budapesta, Ungaria   | Ungaria    | 0–1  | 2–2      | Meci amical                        |
| 4. | 18 februarie 1981  | Vicente Calderón, Madrid, Spania | Franța     | 1–0  | 1–0      | Meci amical                        |
| 5. | 23 iunie 1981      | Azteca, Mexico City, Mexic       | Mexic      | 0–1  | 1–3      | Meci amical                        |
| 6. | 23 iunie 1981      | Azteca, Mexico City, Mexic       | Mexic      | 0–2  | 1–3      | Meci amical                        |
| 7. | 28 iunie 1981      | Olímpico, Caracas, Venezuela     | Venezuela  | 0–1  | 0–2      | Meci amical                        |
| 8. | 20 iunie 1982      | Luis Casanova, Valencia, Spania  | Iugoslavia | 1–1  | 2–1      | Campionatul Mondial de Fotbal 1982 |

## Palmares

### Club
Real Madrid
- Cupa UEFA: 1984–85, 1985–86
- La Liga: 1977–78, 1978–79, 1979–80, 1985-1986, 1986–87
- Copa del Rey: 1979–80, 1981–82
- Copa de la Liga: 1984–85

Burgos
- Segunda División: 1975–76

Málaga
- Segunda División: 1987–88

### Individual
- Premiul Don Balón: 1976–77
- Trofeul Pichichi: 1983–84